# Curb
Curb é o álbum de estreia da banda canadense Nickelback, lançado em setembro de 1996, pela gravadora Roadrunner Records.
| Críticas profissionais                                                      | Críticas profissionais |
| Avaliações da crítica                                                       | Avaliações da crítica  |
| Fonte                                                                       | Avaliação              |
| --------------------------------------------------------------------------- | ---------------------- |
| allmusic                                                                    | [ 1 ]                  |
| Esta tabela precisa de ser acompanhada por texto em prosa. Consulte o guia. |                        |

## Faixas
1. "Little Friend" – 3:48
2. "Pusher" – 3:59
3. "Detangler" – 3:40
4. "Curb" – 4:50
5. "Where?" – 4:26
6. "Falls Back On" – 2:56
7. "Sea Groove" – 3:57
8. "Fly" – 2:52
9. "Just Four" – 3:53
10. "Left" – 4:02
11. "Window Shopper" – 3:41
12. "I Don't Have" – 4:07